# Consonancia

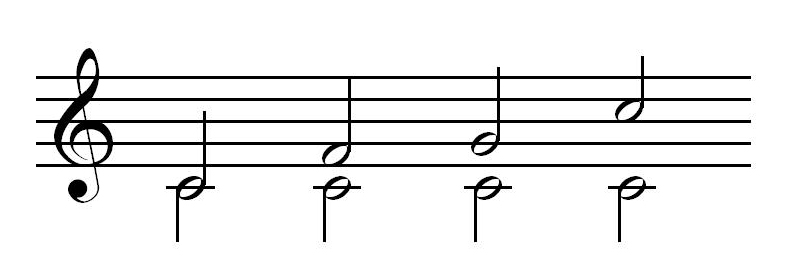
son las notas en el pentagrama que forman intervalos consonantes, creando armonía y estabilidad musical.

En música, la consonancia (eufonía) es una noción subjetiva según la cual se consideran ciertos intervalos musicales menos tensos que otros. En oposición a este concepto, está el de disonancia, que se usa para referirse a intervalos que se consideran más tensos que otros. Según la Real Academia Española, consonancia es la "cualidad de aquellos sonidos que, oídos simultáneamente, producen efecto agradable."
Hoy en día se aceptan como consonancias los intervalos de unísono, tercera menor, tercera mayor, cuarta justa, quinta justa, sexta menor, sexta mayor y octava. También se consideran consonantes los intervalos compuestos que derivan de estos. Algunas clasificaciones dividen las consonancias en perfectas (octavas, quintas y cuartas justas) e imperfectas (terceras y sextas).